# Все любят Жанну
«Все любят Жанну» — франко-португальский фильм по сценарию и постановки  Селин Дево, выпущенный в 2022 году.

## Сюжет
Жанна Майер — инженер, возглавляющая экологический проект по очистке океанов от пластика. Но мировая премьера её устройства обернулась фиаско. Немного подавленная, но также испытывающая нехватку денег из-за своего личного участия в финансовой организации этого проекта, поощряемая её братом Симоном, она решает продать квартиру  своей матери в Лиссабоне, которая покончила жизнь самоубийством год назад.
Действия Жанны комментируются тихим ироничным внутренним голосом , материализованным отрывками из анимационных эпизодов.
Она отправляется  аэропорт и встречается с Жаном, бывшим школьным другом, немного бесстыдным, немного наивным, немного клептоманом, при этом глубоко депрессивным. В аэропорту Лиссабона её встречает Витор, возлюбленный детства, который ведёт Жанну в старую квартиру её матери.
Жанна начинает перебирать вещи матери, связывается с агентами по недвижимости, но не очень оперативно. Она одержима воспоминаниями о своих сложных отношениях с матерью, которая несколько раз являлась ей, и о провале её экологического проекта. Она снова встречается с Жаном, который даёт уроки магазинных краж своей юной племяннице, и Витором, который оказывается учителем хора племянницы Жана. Симон же присоединяется к ним в старой квартире их матери.

## Примечания

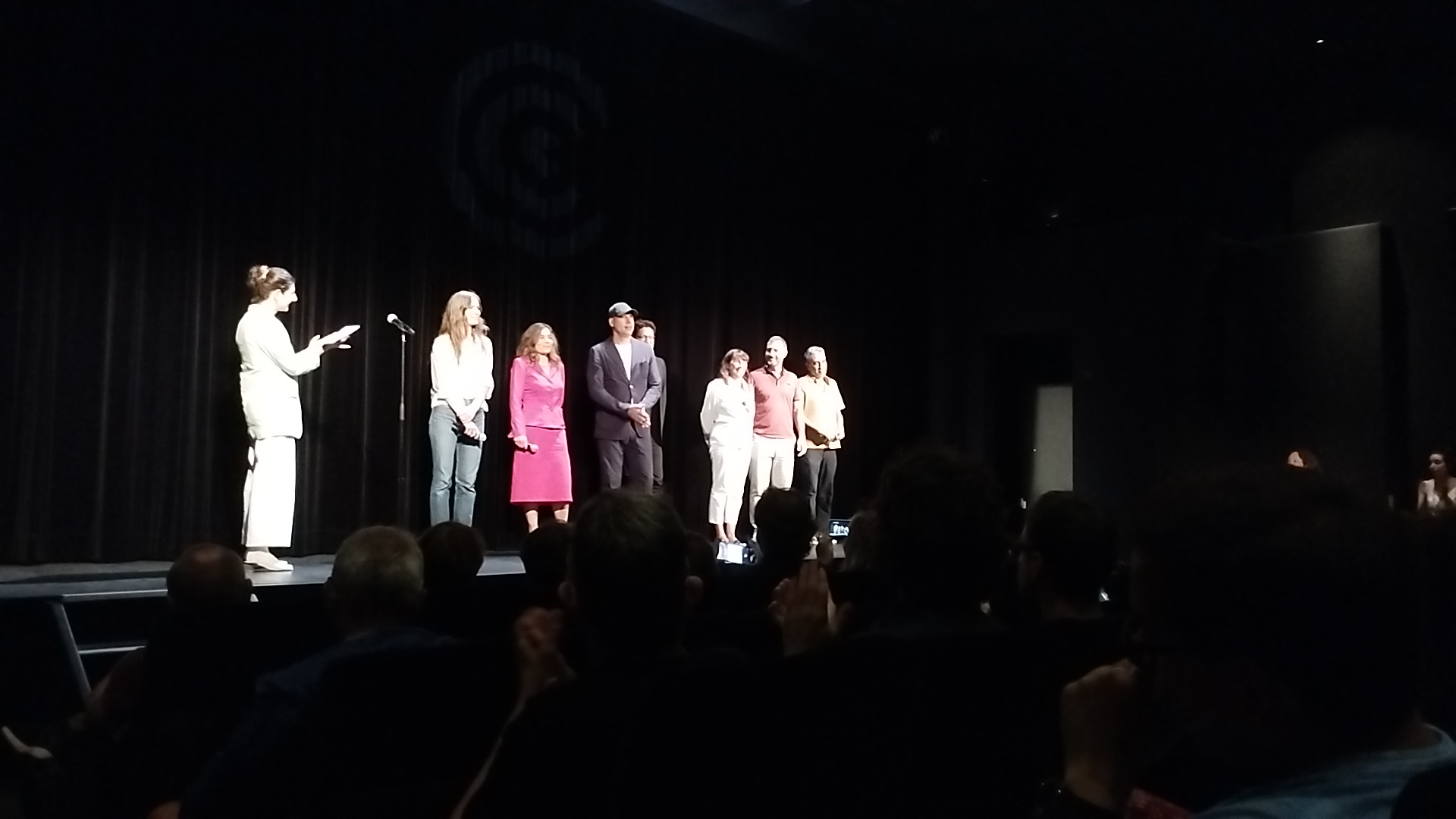
На премьере фильма в Каннах